# Ледена коцка (Сочи)
Олимпијски центар за карлинг „Ледена коцка“ (рус. Керлинговый Центр «Ледяной куб») ледена је спортска дворана изграђена наменски за потребе одржавања турнира у карлингу на Зимским олимпијским играма 2014. које се одржавају у граду Сочију (Краснодарски крај Руске Федерације). Дворана је смештена у северозападном делу Олимпијског парка у Сочију.
Дворана је грађена у периоду 2010—2012, а трошкови градње износили су око 14 милиона америчких долара. Физиономијом дворана подсећа на ледену коцку, има четири етаже, ледену површину са 4 терена за карлинг и трибине капацитета 3.000 седећих места. Димензије објекта су 30х60 m. 
По окончању олимпијског турнира 2014. ледена подлога ће бити измештена у Москву у нови карлинг центар, док ће се дворана претворити у мултифункционални спортско-рекреативни објекат. 